# Simplexní spojení
Simplexní spojení nebo simplexní komunikace (simplex, lat. jednoduchý) umožňuje komunikaci (přenos informací) pouze v jednom směru.
Protikladem simplexního spojení je (plně) duplexní spojení, což je komunikace (přenos informací) v obou směrech současně.
V telekomunikační terminologii se rozlišuje telekomunikační kanál, který umožňuje pouze jednosměrný přenos signálu, a telekomunikační okruh, který umožňuje přenos obousměrný.
V radiokomunikacích se simplexnim spojením rozumí provoz na jediném kmitočtu, kdy na něm střídavě vysílá jedna ze stanic, zatímco druhá je na příjmu.

## Jednosměrná komunikace
V obecném užití a podle standardů ANSI znamená simplexní komunikace jednosměrnou komunikaci; simplexní spojení spojení s jediným vysílačem a jedním nebo více přijímači.
Příklady:
- obyčejný domovní zvonek
- komunikace mezi počítačovou myší a nebo pákovým ovladačem (joystickem) a počítačem
- obecní rozhlas
- rozhlas po drátě
- vysílání rozhlasu
- vysílání televize
- vysílání teletextu
- cell broadcast v mobilních sítích
- rádiem řízené modely a hračky
- otevírače garážových dveří
- některé elektronické dětské chůvičky (baby monitors)
- odposlouchávací zařízení
- některé bezpečnostní kamerové systémy
- bezdrátové mikrofony
- starší družice
- některé naváděné střely
- pagery
- multicast na Internetu
- GPS navigace
- radiomajáky
- telemetrie

V některých případech může obousměrná komunikace vypadat jako simplexní, protože v opačném směru se informace zajímavé pro uživatele nepřenášejí (přenášejí se např. pouze potvrzení).

## Poloduplexní komunikace
V telefonních sítích, kde se jednosměrné spoje nevyskytují, se podle ITU-T jako simplex označuje to, co se jinak nazývá poloduplex, tj. obousměrné spojení, při němž v jednom časovém okamžiku jedna strana vysílá a druhá přijímá, a tyto role se střídají. Změnu směru ohlašuje vysílající strana smluveným heslem, například "příjem", "přepínám" nebo "over".
V rádiové komunikaci se pro semiduplexní provoz používají dva různé kmitočty stejně jako při duplexním spojení, ale v jednom okamžiku je možný buď poslech nebo vysílání, obvykle z důvodu technického omezení na straně jedné ze stanic.